# Radio Retaliation
 (avril 2023).
Si vous disposez d'ouvrages ou d'articles de référence ou si vous connaissez des sites web de qualité traitant du thème abordé ici, merci de compléter l'article en donnant les références utiles à sa vérifiabilité et en les liant à la section « Notes et références ».
Radio Retaliation est un album du duo Thievery Corporation sorti en 2008.
Le titre The Forgotten People (n°7 de l'album) est utilisé dans la série américaine True Blood (saison 2 épisode 4) au cours d'une orgie.  On retrouve ce morceau dans la bande-son du film de Steven Soderbergh Effets secondaires (2013).